# Опук (мыс)
Опу́к, ранее Елкен-Кале  (укр. Опук, крымскотат. Opuk, Опук) — мыс в Крыму, расположенный на Черноморском побережье Керченского полуострова, в Ленинском районе республики, недалеко от села Яковенково.
Высшей точкой мыса является одноимённая гора.
В четырёх километрах от берега над морем возвышается группа из четырёх островов — Скалы-корабли (Елькен-Кая), когда-то соединявшихся с берегом. Самая высокая скала возвышается над морем более чем на 20 м.
Высота горы Опук — 183 м. Гора сложена рифовыми известняками. В её береговом обрыве имеются глубокие ниши и гроты.
Побережье мыса Опук является дальним полигоном 810-й бригады морской пехоты. В трёх километрах на запад от мыса начинается территория полигона войск противовоздушной обороны. Согласно заключению Межгосударственного авиационного комитета (МАК), именно оттуда войсками ПВО Украины была пущена ракета 5В28 комплекса С-200В, сбившая самолёт Ту-154М авиакомпании «Сибирь» 4 октября 2001 года во время проведения украинскими и российскими военными учебных стрельб на полигоне 31-го исследовательского центра Черноморского флота Российской Федерации.

## Охрана и значение
Территория мыса и гора Опук, а также прилегающая морская акватория (вместе с близлежащими объектами, в том числе Кояшским озером), являются заповедником. Опукский природный заповедник и водно-болотные угодья международного значения «Аквально-прибрежный комплекс мыса Опук» общей площадью 1 592,3 га созданы в 1998 году. Опукский заповедник — место гнездовья редких птиц, таких как розовый скворец, сыч, хохотунья, сапсан, баклан, жулан.